# Сын (телесериал)
«Сын» (англ. The Son) — американский драматический телесериал, основанный на одноимённом романе американского писателя Филиппа Майера. Премьера первого сезона состоялась 8 апреля 2017 года на телеканале AMC.
12 мая 2017 года сериал был продлён на второй финальный сезон, который вышел в 2019 году.

## Сюжет
Масштабный эпос о трёх поколениях семьи Маккалоу в Техасе.

## В ролях
- Пирс Броснан — Илай Маккалоу
- Джейкоб Лофленд — Тиэтети Тайбу (юный Илай)
- Генри Гарретт — Пит Маккалоу
- Зан Маккларнон — Тошауэй
- Татанка Минс — Гроза Врагов
- Элизабет Фрэнсис — Цветок Прерий
- Дьюк Дэвис Робертс — Нокона
- Гленн Стэнтон — Большой Волк
- Венди Крюсон — Ингрид
- Кэтрин Прескотт — Ингрид в юности
- Дэвид Уилсон Барнс —  Финеас Маккалоу
- Джесс Вейкслер — Салли Маккалоу
- Паола Нуньес — Мария Гарсия
- Карлос Бардем — Педро Гарсия
- Натан Крус — Игнасио Гарсия
- Эллиотт Виллар — Сезар Санчес
- Алекс Эрнандес  — Луис Гонсалес
- Сидни Лукас — Джинни Маккалоу
- Лоис Смит — Джинни Маккалоу в старости
- Мэттью Пози — Том Салливан
- Дж. Куинтон Джонсон — Нептун
- Джеймс Паркс — Найлс Гилберт
- Джереми Бобб — Юджин Монахан
- Алекс Эрнандес — Улисс Гонсалес

## Производство
Изначально планировалось, что главную роль сыграет Сэм Нилл, однако из-за личных обстоятельств он отказался от участия. Его заменил Пирс Броснан. Съёмки начались в июне 2016 года.

## Эпизоды
| Сезон | Серии | Серии | Даты показа    | Даты показа     |
| Сезон | Серии | Серии | Первая серия   | Последняя серия |
| ----- | ----- | ----- | -------------- | --------------- |
| 1     | 10    | 10    | 8 апреля 2017  | 10 июня 2017    |
| 2     | 10    | 10    | 27 апреля 2019 | 29 июня 2019    |

### Сезон 1 (2017)
| № общий | № в сезоне | Название                                  | Режиссёр          | Автор сценария                                            | Дата премьеры  | Зрители в США (млн) |
| --- | ---------- | ----------------------------------------- | ----------------- | --------------------------------------------------------- | -------------- | ------------------- |
| 1 | 1          | «Первый сын Техаса» «First Son of Texas»  | Том Харпер        | Телесценарий: Филипп Майер, Брайан Макгриви и Ли Шипмен   | 8 апреля 2017  | 1,92                |
| В 1849 году индейцы команчи захватывают в плен юного Илая Маккалоу и его брата Мартина, а остальных членов семьи убивают. Мартин не желает повиноваться захватчикам, и команчи убивают его на глазах у Илая. В 1915 году пожилой Илай и его сын Пит готовятся к празднованию дня рождения Илая, пытаясь при этом разобраться с угонщиками скота и бандой налётчиков на нефтяные вышки. |            |                                           |                   |                                                           |                |                     |
| 2 | 2          | «Сливовое дерево» «The Plum Tree»         | Кевин Даулинг     | Телесценарий: Дэниел Си Коннолли                          | 8 апреля 2017  | 1,92                |
| 3 | 3          | «Вторая империя» «Second Empire»          | Кевин Даулинг     | Телесценарий: Кевин Мерфи и Кэми Делавин                  | 15 апреля 2017 | 1,55                |
| 4 | 4          | «Песня смерти» «Death Song»               | Олатунде Осунсами | Телесценарий: Смит Хендерсон и Филипп Майер               | 22 апреля 2017 | 1,39                |
| 5 | 5          | «Пленных не брать» «No Prisoners»         | Олатунде Осунсами | Телесценарий: Брайан Макгриви и Ли Шипмен                 | 29 апреля 2017 | 1,21                |
| 6 | 6          | «Охотник на бизонов» «The Buffalo Hunter» | Джереми Уэбб      | Телесценарий: Джулия Рачман                               | 6 мая 2017     | 1,30                |
| 7 | 7          | «Брачные узы» «Marriage Bond»             | Джереми Уэбб      | Телесценарий: Кевин Мерфи и Джулия Рачман                 | 13 мая 2017    | 1,17                |
| 8 | 8          | «Охота за мёдом» «Honey Hunt»             | Джон Дэвид Коулз  | Телесценарий: Дэниел Си Коннолли                          | 20 мая 2017    | 1,26                |
| 9 | 9          | «Пророчество» «The Prophecy»              | Том Вон           | Телесценарий: Джулия Рачман                               | 27 мая 2017    | 1,06                |
| 10 | 10         | «Скальпы» «Scalps»                        | Том Вон           | Телесценарий: Филипп Майер, Брайан Макгриви и Кевин Мерфи | 3 июня 2017    | 1,16                |

### Сезон 2 (2019)
| № общий | № в сезоне | Название                          | Режиссёр       | Автор сценария           | Дата премьеры  | Зрители в США (млн) |
| ------- | ---------- | --------------------------------- | -------------- | ------------------------ | -------------- | ------------------- |
| 11      | 1          | «Numunuu»                         | Кевин Даулинг  | Кевин Мерфи              | 27 апреля 2019 | 0,674               |
| 12      | 2          | «Ten Dollars and a Plucked Goose» | Кевин Даулинг  | Дэниел Си Коннолли       | 4 мая 2019     | 0,612               |
| 13      | 3          | «The Blind Tiger»                 | Кевин Даулинг  | Анне-Мари Хесс           | 11 мая 2019    | 0,654               |
| 14      | 4          | «Scalped a Dog»                   | Омар Мадха     | Уэс Браун                | 18 мая 2019    | 0,527               |
| 15      | 5          | «Hot Oil»                         | Омар Мадха     | Мелани Марнич            | 25 мая 2019    | 0,560               |
| 16      | 6          | «The Blue Light»                  | Эллен Курас    | Джулия Рачмен            | 1 июня 2019    | 0,559               |
| 17      | 7          | «Somebody Get a Shovel»           | Эллен Курас    | Роберт Эскинс            | 8 июня 2019    | 0,559               |
| 18      | 8          | «All Their Guilty Stains»         | Джереми Уэбб   | Кевин Мерфи и Ник Мюллер | 15 июня 2019   | 0,593               |
| 19      | 9          | «The Bear»                        | Джереми Уэбб   | Джулия Рачмен            | 22 июня 2019   | 0,646               |
| 20      | 10         | «Legend»                          | Дэниел Сакхайм | Кевин Мерфи              | 29 июня 2019   | 0,656               |